# Biserica Sfinții Arhangheli Mihail și Gavriil din Gura Humorului

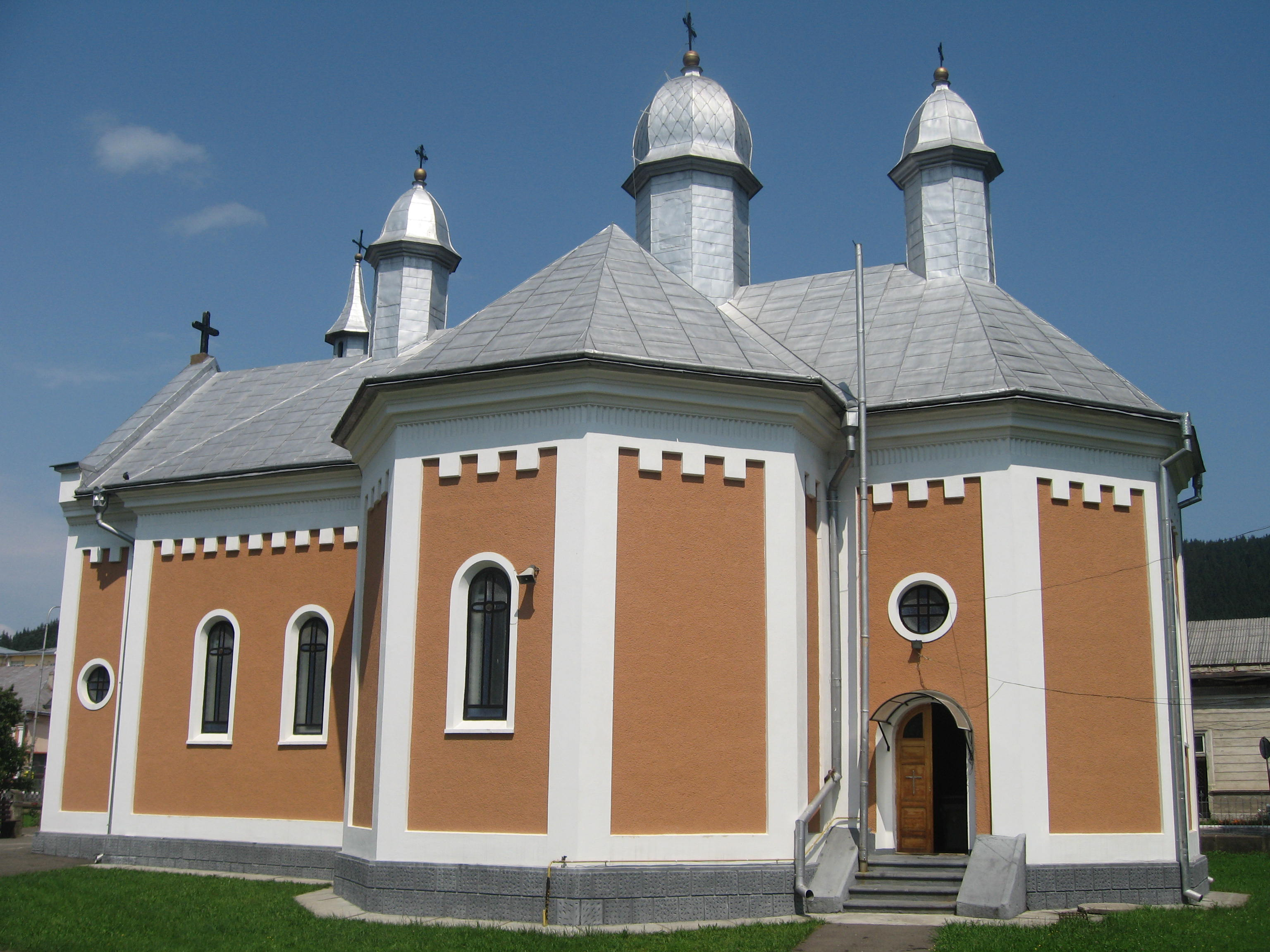
Biserica "Sf. Arhangheli" din Gura Humorului.

Biserica "Sf. Arhangheli Mihail și Gavriil" din Gura Humorului este un lăcaș de cult ortodox din orașul Gura Humorului (județul Suceava). Ea a fost construită între anii 1876-1885, prin strădania preotului Simeon Cobilanschi (1842-1910). 
Biserica "Sf. Arhangheli" din Gura Humorului se află pe Bulevardul Bucovinei nr. 26, de-a lungul șoselei care traversează localitatea de la est la vest.

## Istoric

### Comunitatea ortodoxă din Gura Humorului
În anul 1775, ca urmare a atitudinii de neutralitate pe care a avut-o în timpul conflictului militar dintre Turcia și Rusia (1768-1774), Imperiul Habsburgic (Austria de astăzi) a primit o parte din teritoriul Moldovei de nord. Regiunea aceasta era bogată în fagi, de aici provenind și denumirea de Bucovina (Țara Fagilor) pe care i-au dat-o austriecii. 
La momentul anexării Bucovinei (1775), Gura Humorului era o așezare modestă. Ea s-a desprins de satul Voroneț în anul 1780, devenind o entitate social-administrativă distinctă. Ocupanții austrieci au trimis în Bucovina diverși angajați ai statului: funcționari și muncitori din Boemia, Moravia și Slovacia și care s-au stabilit aici. Marea majoritate a acestor coloniști era de religie romano-catolică. La 10 octombrie 1782, sediul trupelor de graniță se mută la Gura Humorului.
În timpul ocupației austriece, Gura Humorului crește ca importanță, fiind ridicat pe rând la rangul de târgușor și centru administrativ–teritorial (1820), apoi la cel de târg (1880) și capitală de district (1893), iar în cele din urmă, în anul 1904, a primit statutul de oraș. Până la primul război mondial, numărul populației românești din localitate era destul de redus, majoritatea locuitorilor fiind de etnie germană, urmați de evrei. Până în ultimul sfert al secolului al XIX-lea, în Gura Humorului nu exista nici o biserică ortodoxă, puținii credincioși fiind nevoiți să se deplaseze fie la Mănăstirea Voroneț, fie la Mănăstirea Humor. 
Comunitatea ortodoxă din localitate a avut o pondere destul de redusă până în anul 1940. Astfel, conform recensământului din 1930, în orașul Gura Humorului (pe atunci Gura-Homorului) locuiau 6.042 persoane, dintre care 2.425 germani (40,13%), 1.951 evrei (32,29%), 1.357 români (22,45%), 161 polonezi (2,66%), 61 ruteni (1%), 17 cehi și slovaci, 11 armeni, 11 unguri, 7 ruși, 5 țigani, 4 sârbi, croați și sloveni, 3 greci, 28 de alte neamuri și 1 de naționalitate nedeclarată.  Din punct de vedere al religiei, populația era alcătuită din 2.631 romano-catolici (43,54%), 1.951 mozaici (32,29%), 1.280 ortodocși (21,18%), 100 evanghelici (luterani) (1,65%), 25 greco-catolici, 22 lipoveni, 22 adventiști, 4 unitarieni, 4 baptiști, 1 armeano-gregorian, 1 armeano-catolic și 1 de religie nedeclarată.
În anul 1940, majoritatea locuitorilor de etnie germană au emigrat în Germania, iar ponderea comunității ortodoxe a început să crească. 

### Biserica "Sf. Arhangheli"
În anul 1876, prin osârdia preotului Simeon Cobilanschi și a enoriașilor G. Pașcovici și J. Danilevici, s-a început construirea unei biserici ortodoxe în localitatea Gura Humorului. Părintele Simeon a sfințit temelia noului lăcaș de cult la 29 septembrie 1876, în prezența baronului Hieronymus Freiherr von Alessani, guvernatorul Ducatului Bucovinei (1874-1887 și 1911-1913) și a lui Anton Keschmann, căpitanul districtual de Suceava ("Bezirks-Hauptmann von Suczawa"). El nu a reușit să-și ducă activitatea la bun sfârșit, pentru că a fost transferat în anul 1882 ca paroh la Corovia (sat aflat în prezent pe teritoriul Ucrainei). 
Biserica "Sf. Arhangheli Mihail și Gavriil" din Gura Humorului a fost sfințită la data de 15/27 octombrie 1885 de către mitropolitul Silvestru Morariu-Andrievici al Bucovinei și Dalmației, la acel moment paroh fiind preotul D. Popescul. 
În anul 1890, frații Pașcovici (care contribuiseră și la construirea bisericii) au amplasat o cruce de piatră în curtea bisericii, în apropiere de intrare, iar pe trei fețe ale soclului ei au inscripționat următoarea pisanie: "Biserica didită prin osirdia parochului S. Cobilanschi, G. Pașcoviciu și J. Danileviciu sa sfințit în 15/27 Octomvrie 1885 de mitropolitul Silvestru supt păstoria parochului D. Popescul. Temelia bisericii sa sfințit de parochul S. Cobilanschi în 29 Septemvrie 1876. la carea a participat președintele Br. Alesani și capitanul districtual A. Kesman. Aceasta sf. cruce este aședată pe spesele fraților Pașcoviciu din Gurahumorului întru cinstea m.m. Voevodilor Michail și Gavriil în anul 1890."
O lungă perioadă (aproximativ 25 ani) a slujit aici ca preot-paroh arhipresviterul stavrofor Ambrosie Gribovici, fost consilier eparhial și protopresviter județean. Acesta a murit la 4 aprilie 1932, la vârsta de 68 ani, și a fost înmormântat într-o criptă din curtea bisericii.
Până la sfârșitul celui de-al doilea război mondial, această biserică a fost singurul lăcaș de cult ortodox din orașul Gura Humorului. Abia după cel de-al doilea război mondial, creștinii ortodocși din Gura Humorului au primit din partea autorităților statului o a doua biserică, fosta biserică armenească și apoi luterană (Biserica "Sf. Împărați Constantin și Elena").
În curtea bisericii, în apropierea altarului, a fost amplasat un bust de bronz al preotului Simeon Cobilanschi, sculptat în 1998 de Alexandru Siminic. Prin Hotărârea de Guvern nr. 2444 din 28 decembrie 2004, publicată în Monitorul Oficial nr. 14 din 5 ianuarie 2005, Guvernul României a aprobat trecerea din domeniul public al statului și din administrarea Ministerului Culturii și Cultelor în domeniul public al orașului Gura Humorului (județul Suceava) și în administrarea Consiliului Local al Orașului Gura Humorului a lucrării de artă monumentală "Simeon Cobilanschi".

## Imagini

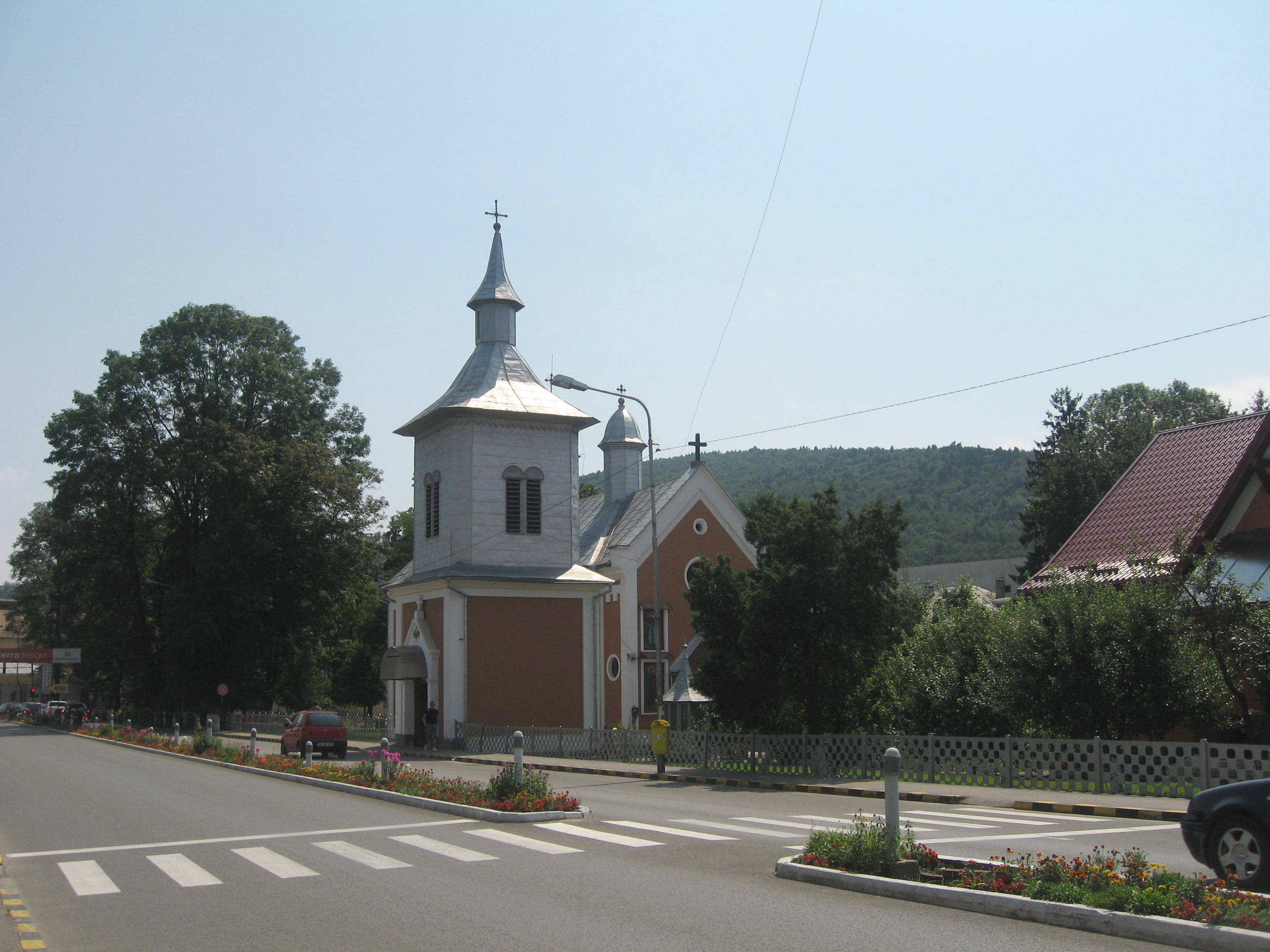
Turnul clopotniţă
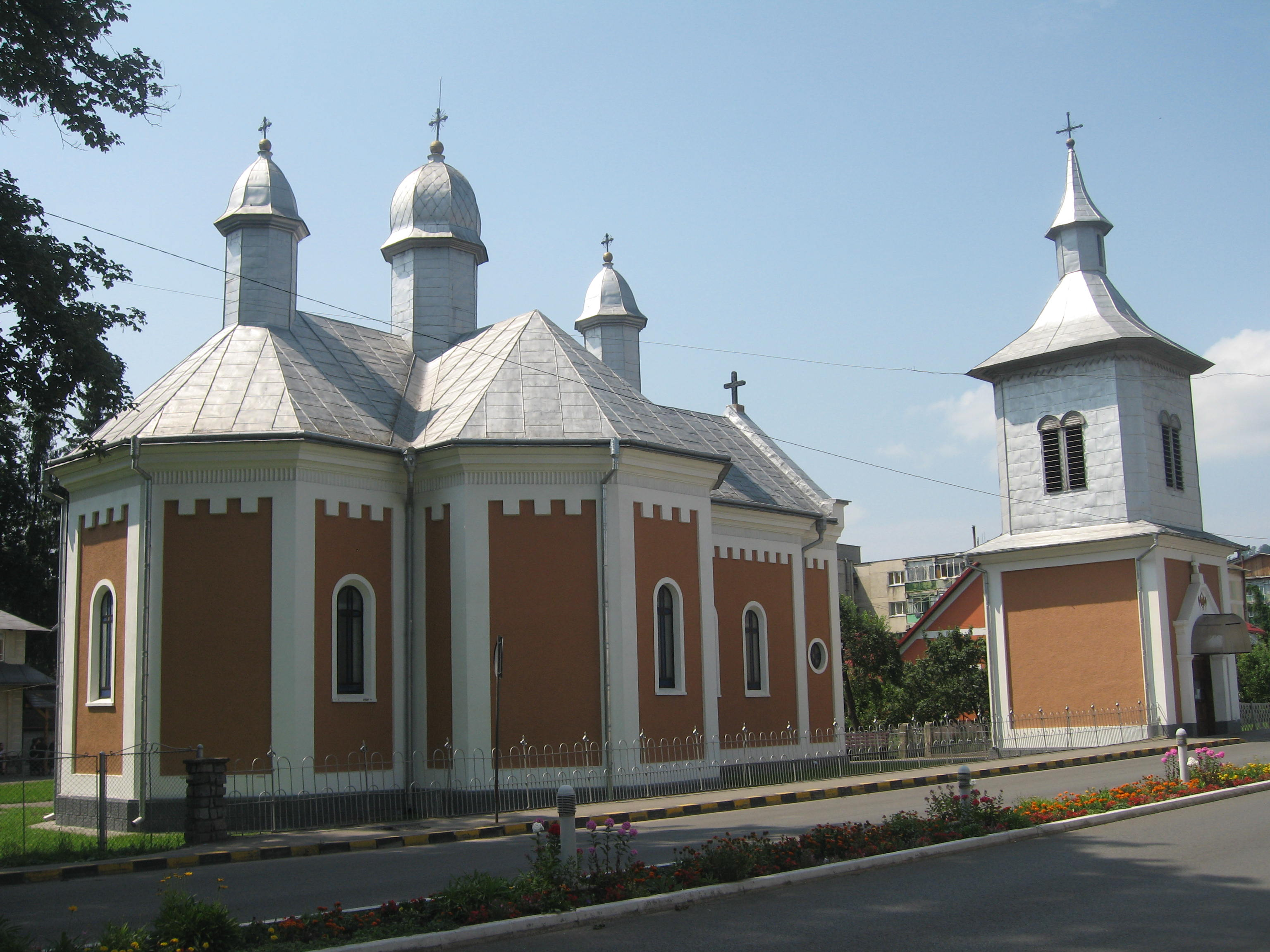
Biserica şi turnul-clopotniţă. Vedere dinspre nord-est.
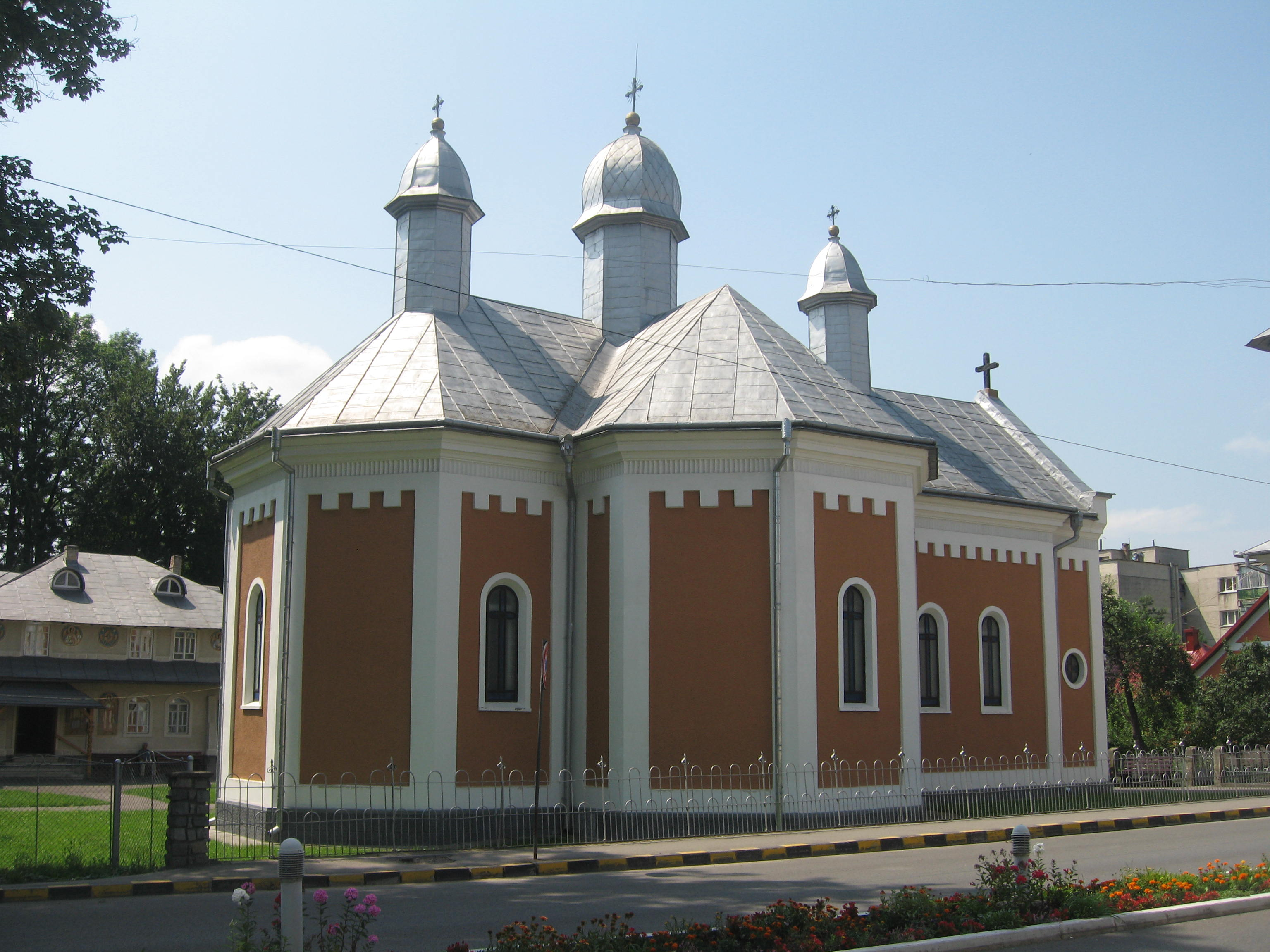
Biserica văzută dinspre nord-est
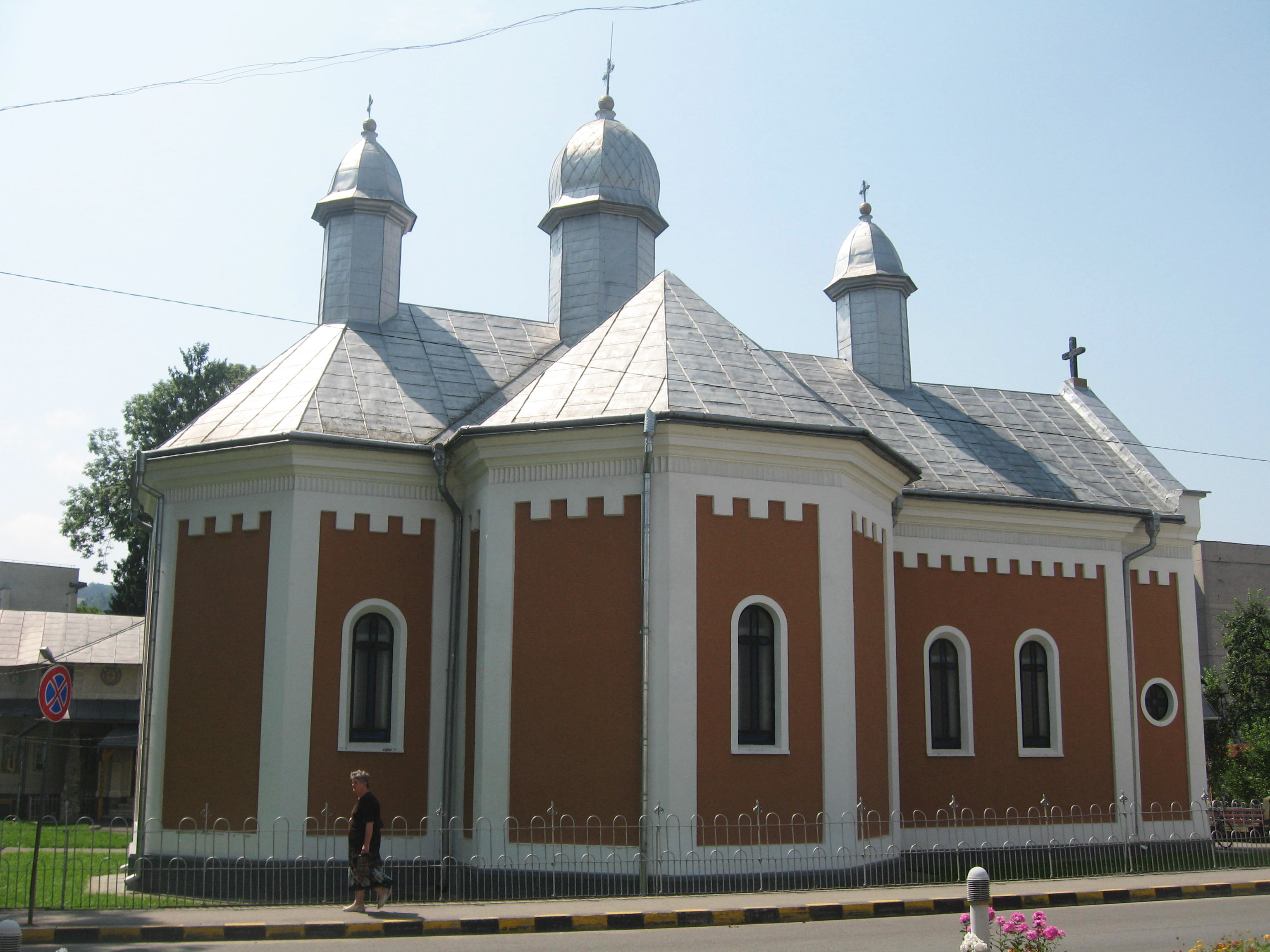
Latura nordică
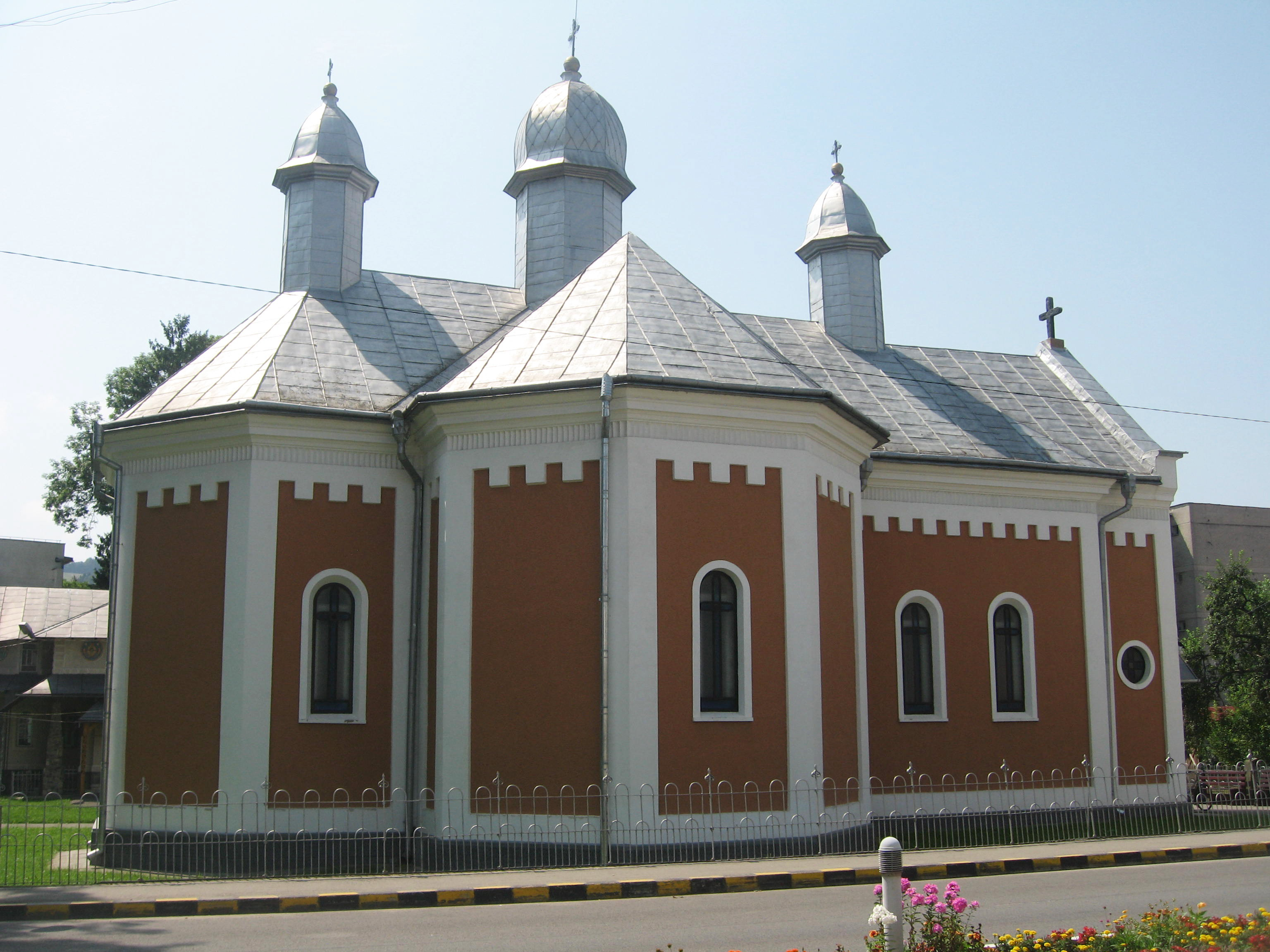
Latura nordică
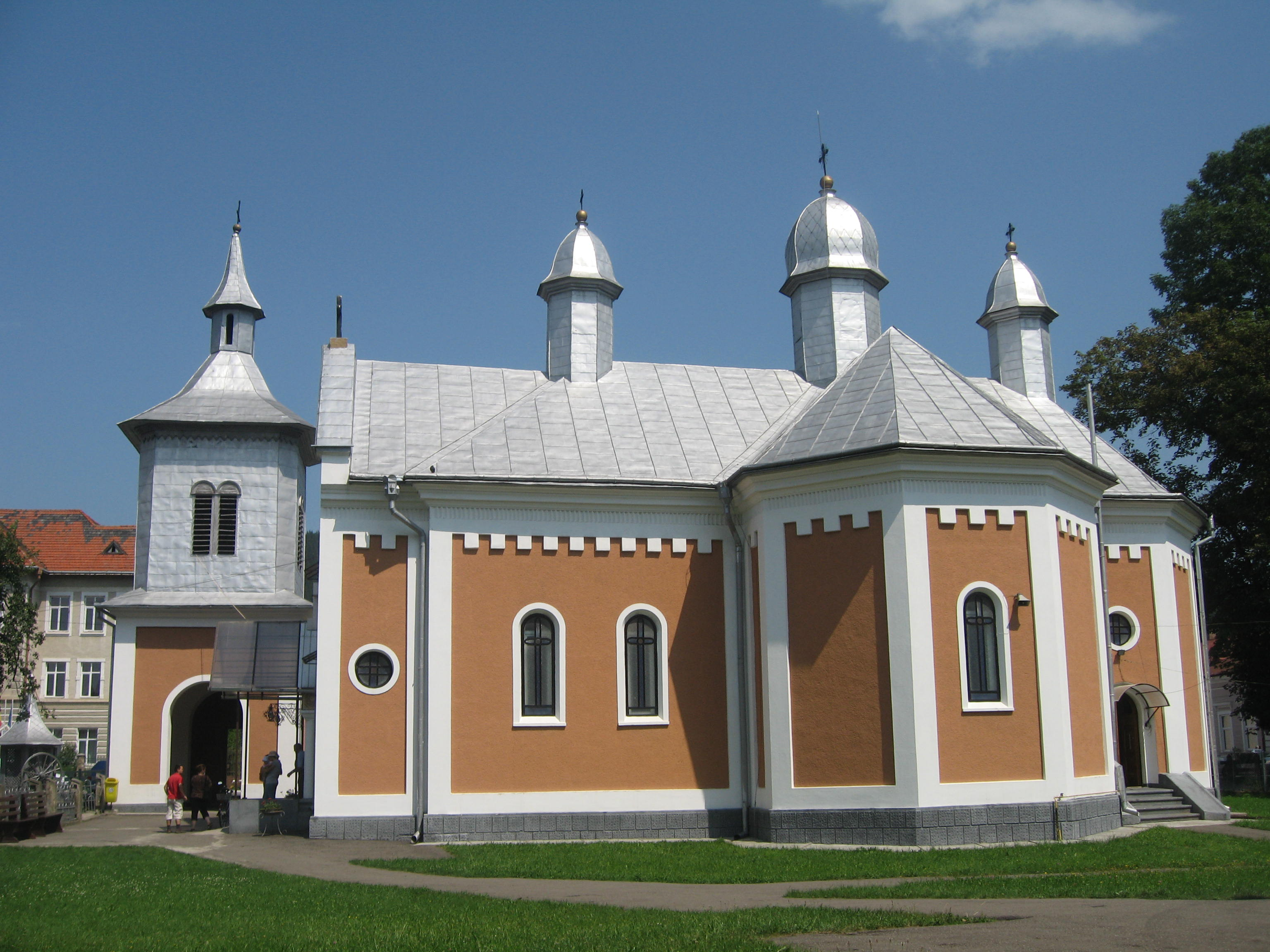
Biserica şi turnul-clopotniţă. Vedere dinspre sud.
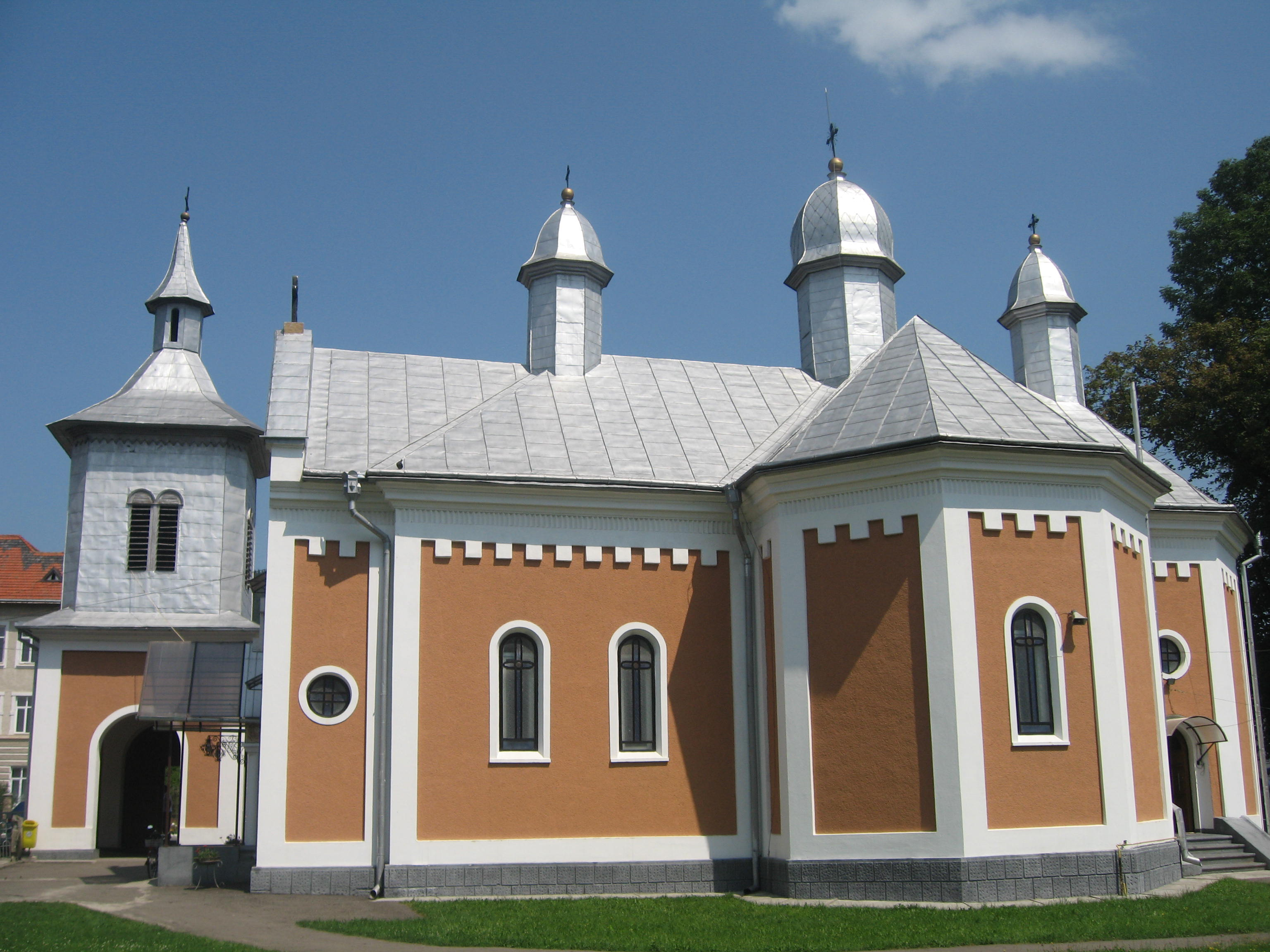
Biserica şi turnul-clopotniţă. Vedere dinspre sud.
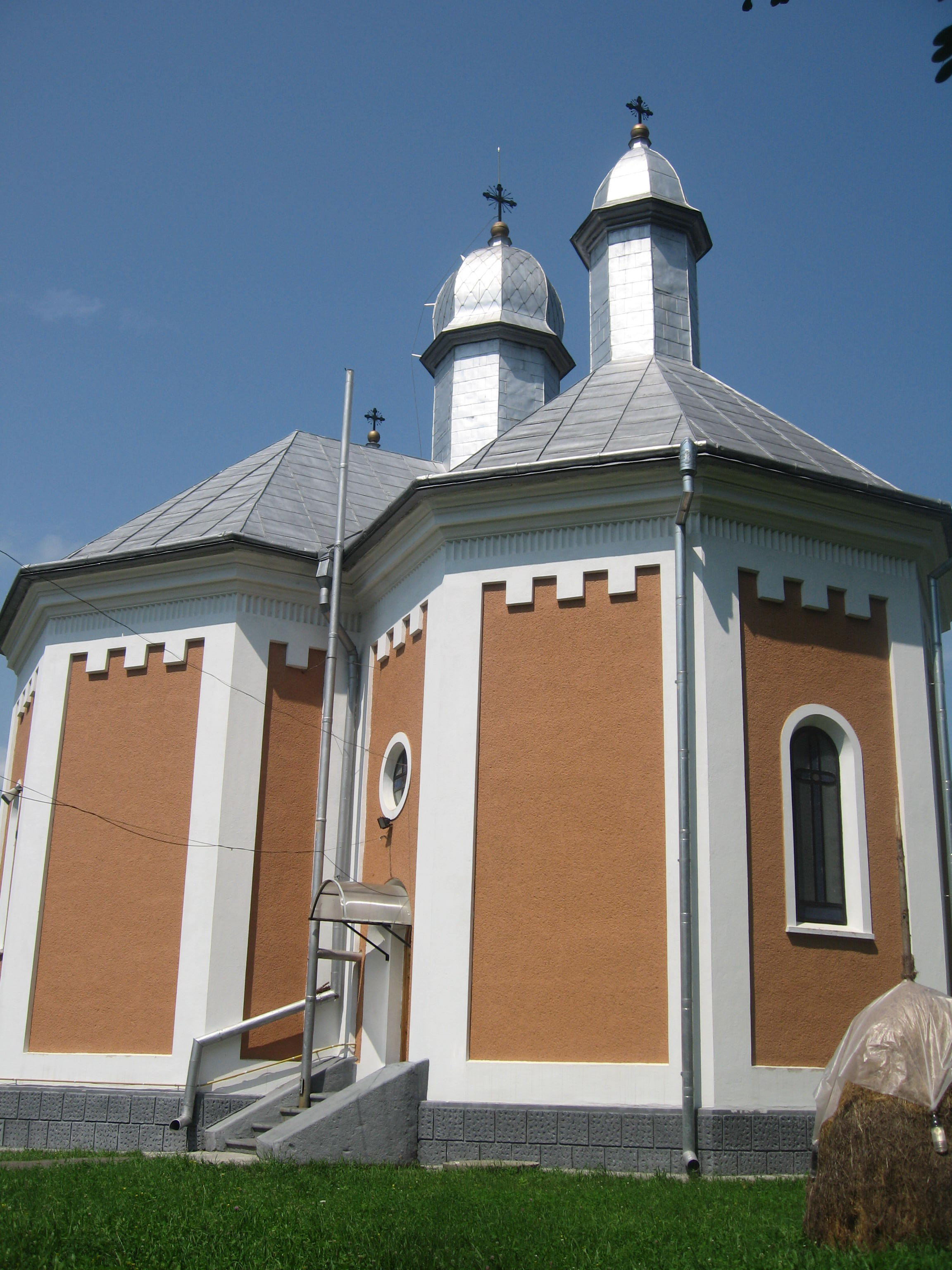
Absida altarului
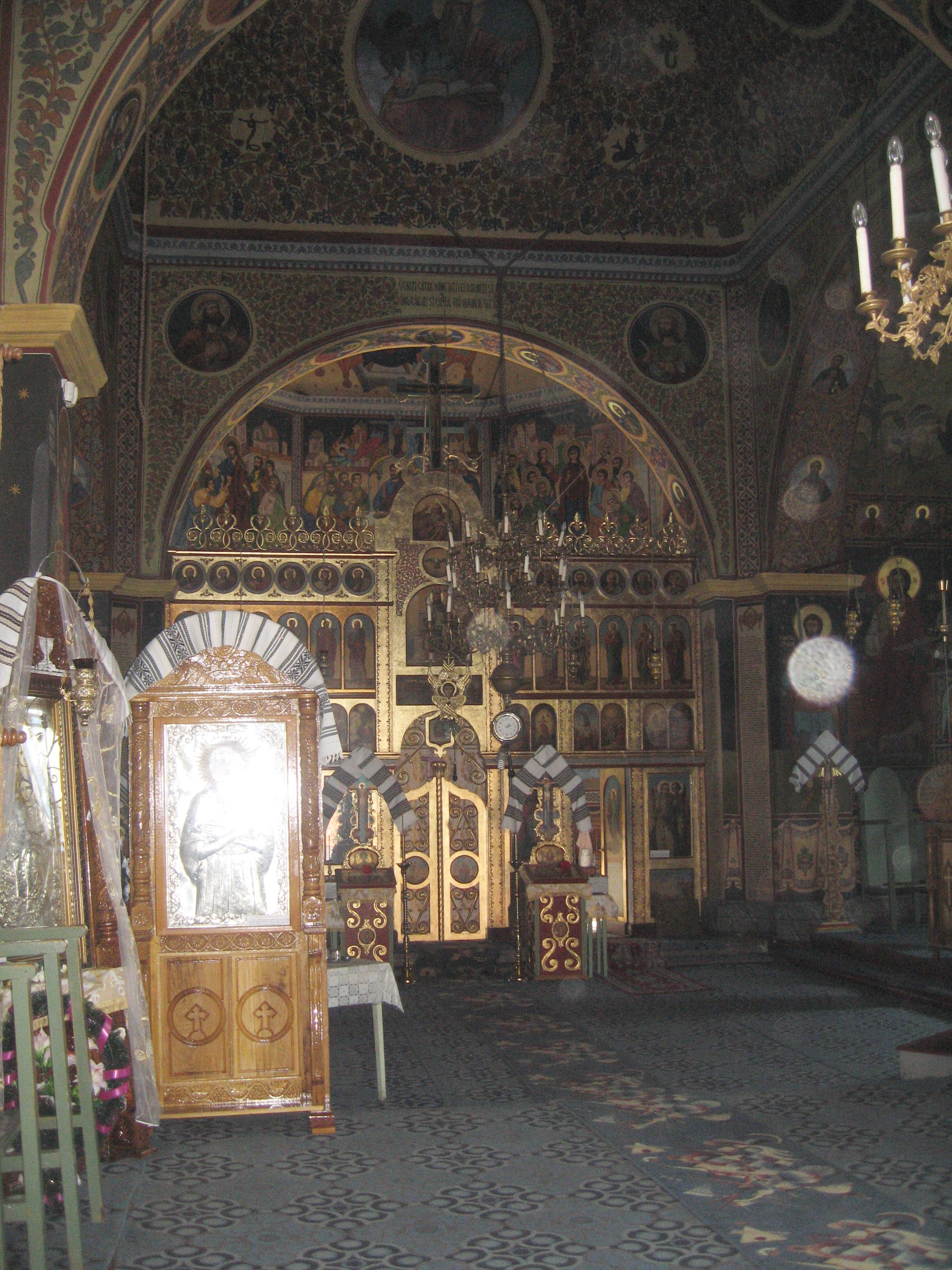
Imagine din interior
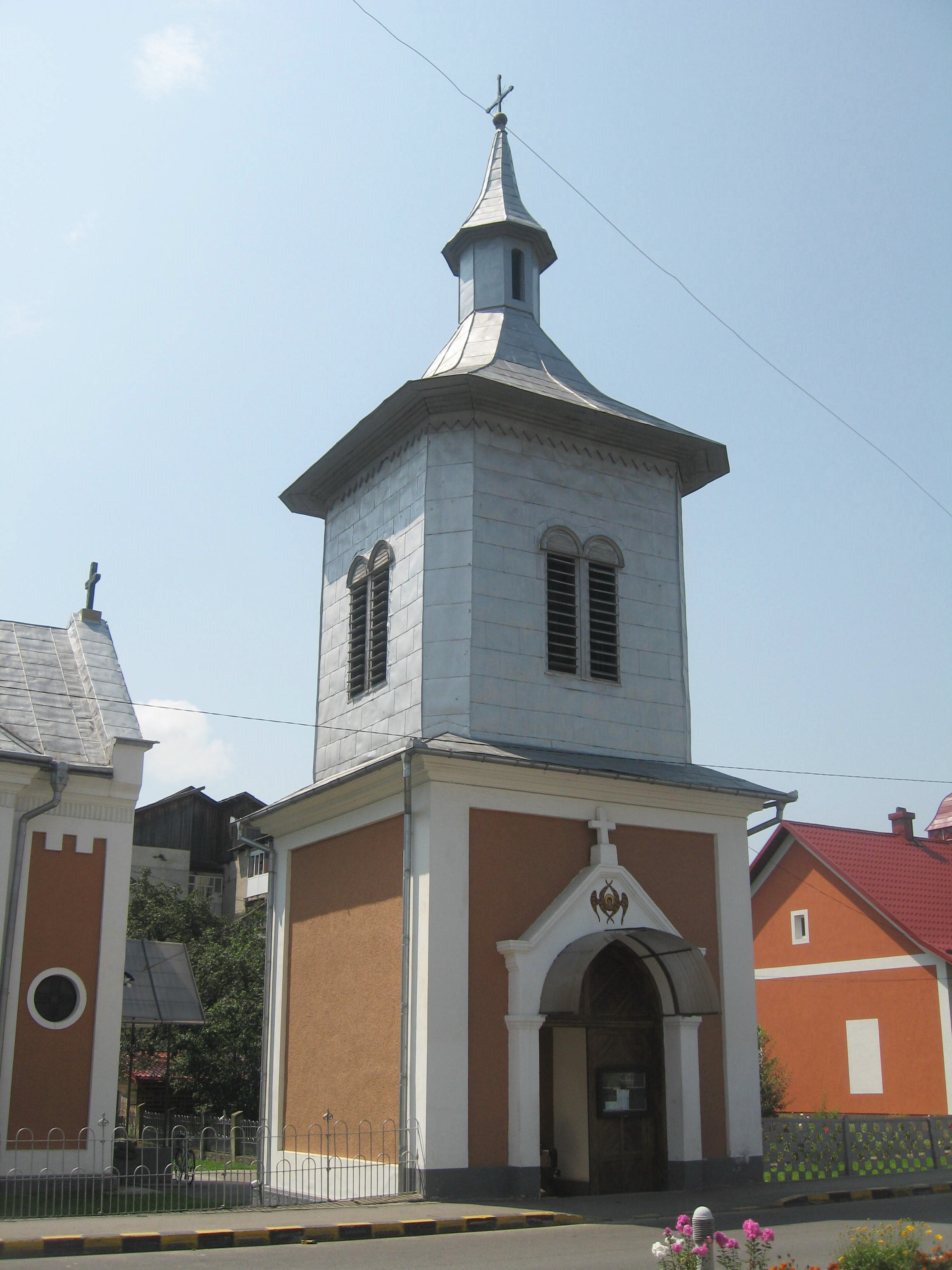
Turnul-clopotniţă văzut dinspre nord-est
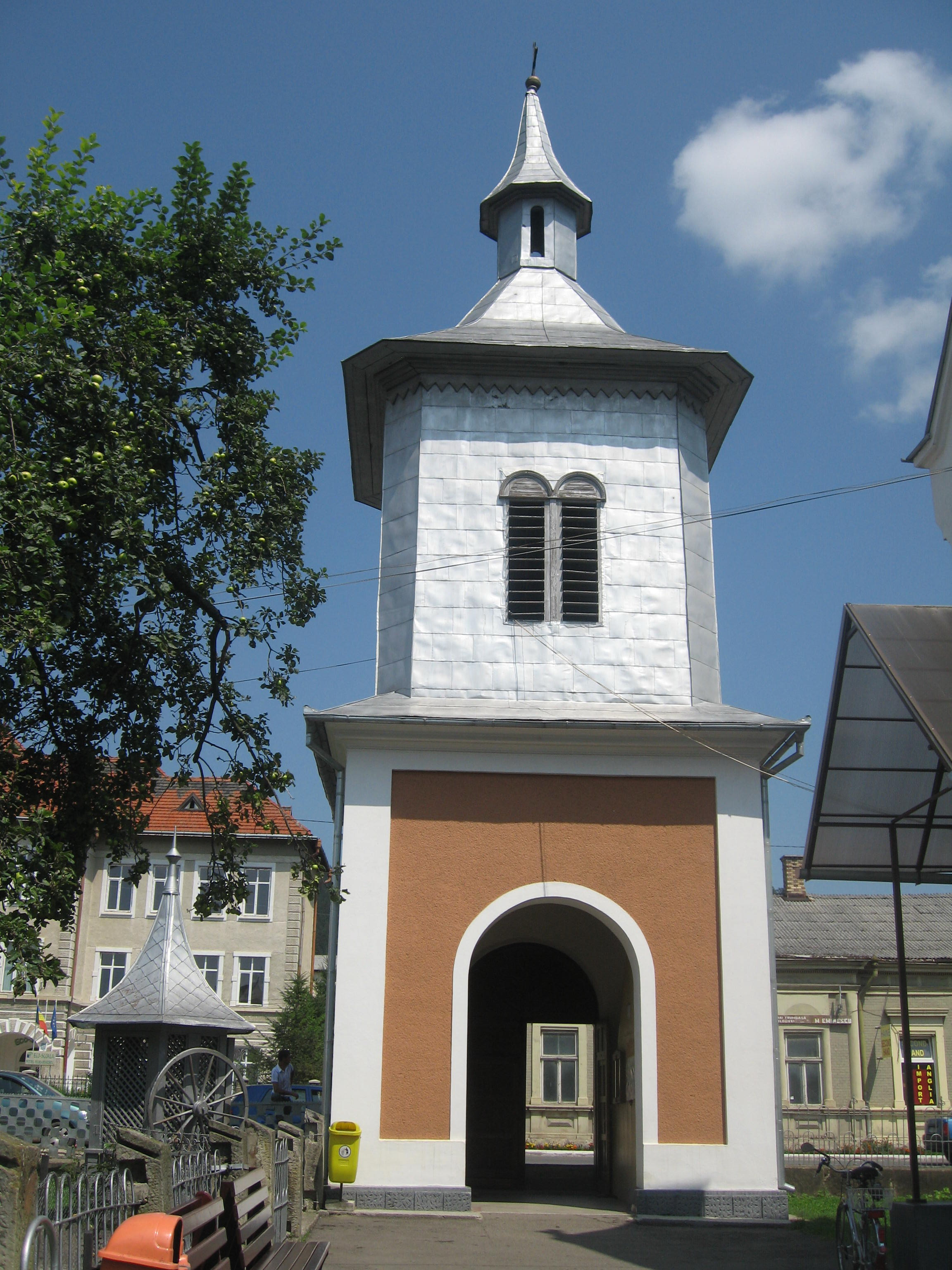
Turnul-clopotniţă văzut dinspre sud
Bustul preotului Simeon Cobilanschi
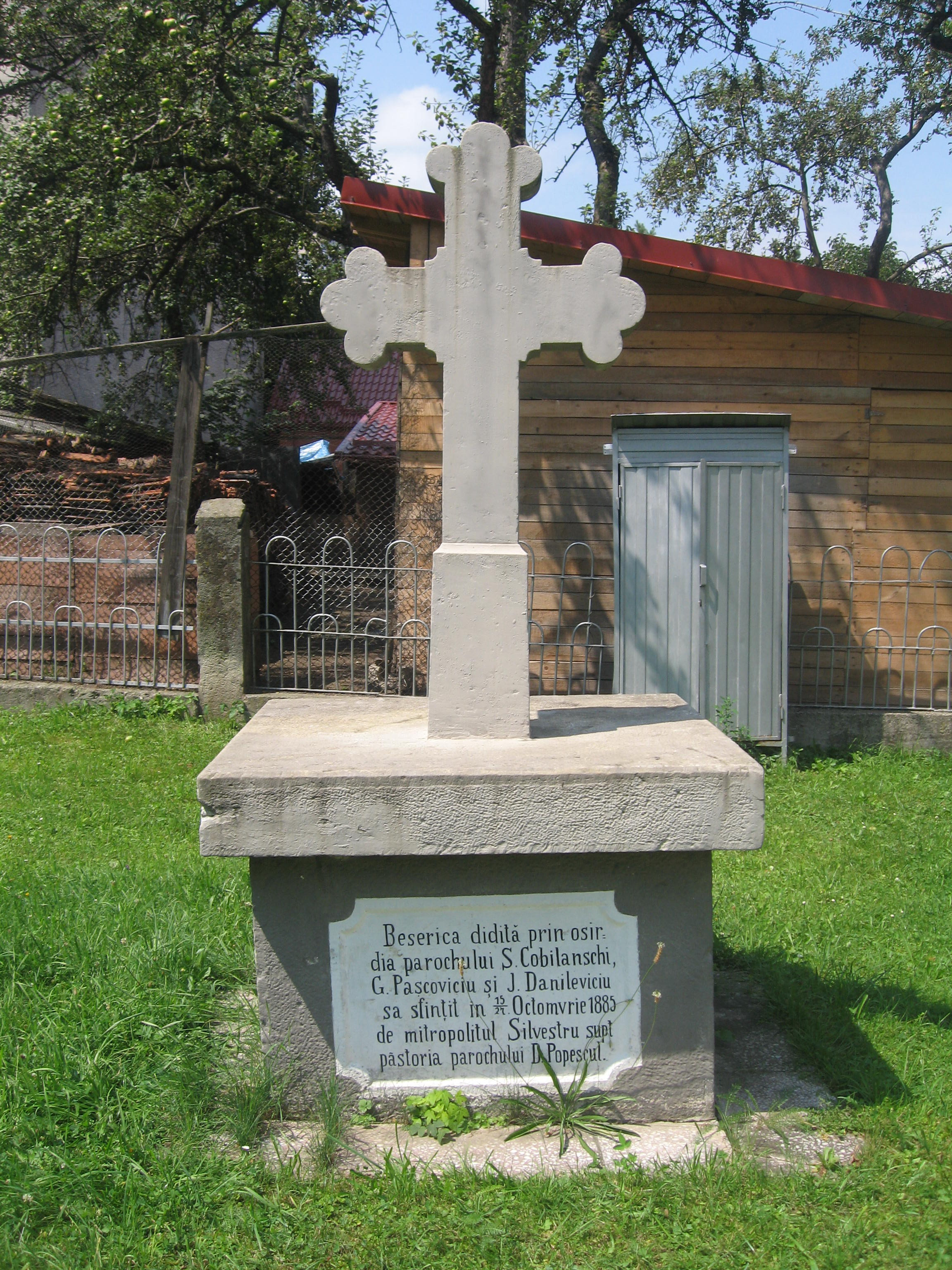
Crucea amplasată în 1890. Inscripţie care oferă informaţii cu privire la construirea bisericii.
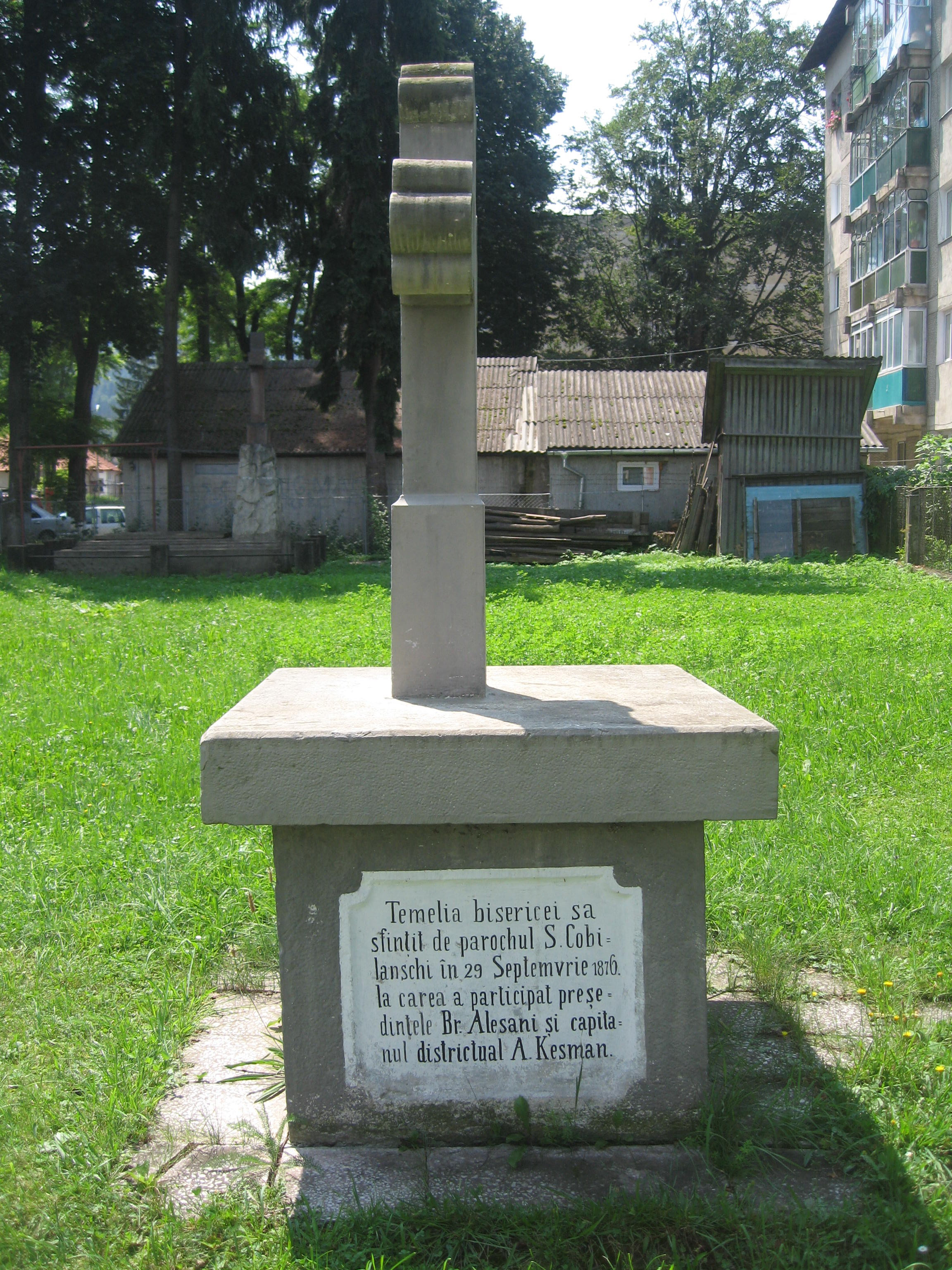
Crucea amplasată în 1890. Inscripţie care oferă informaţii cu privire la construirea bisericii.
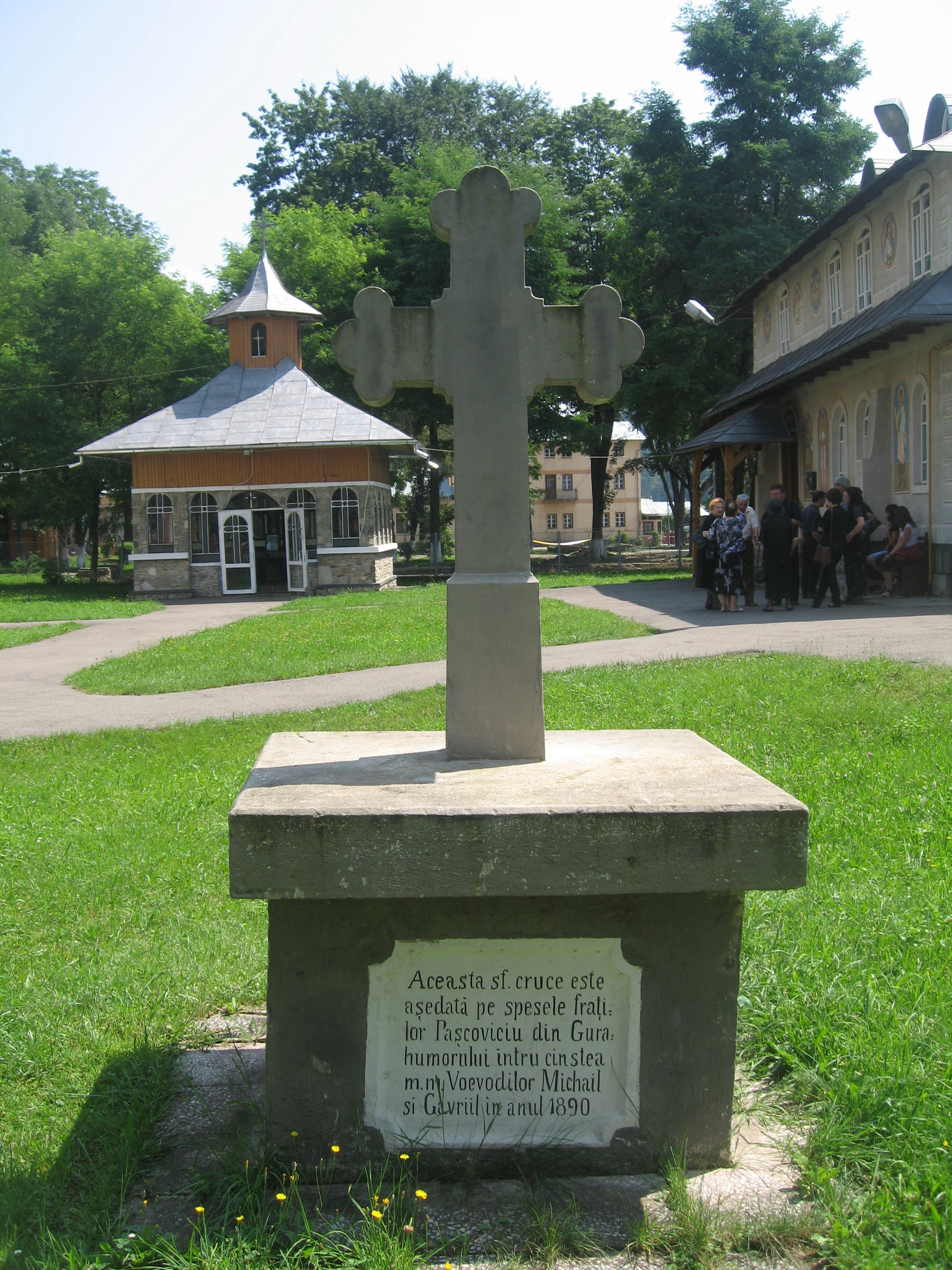
Crucea amplasată în 1890. Inscripţie care oferă informaţii cu privire la construirea bisericii.
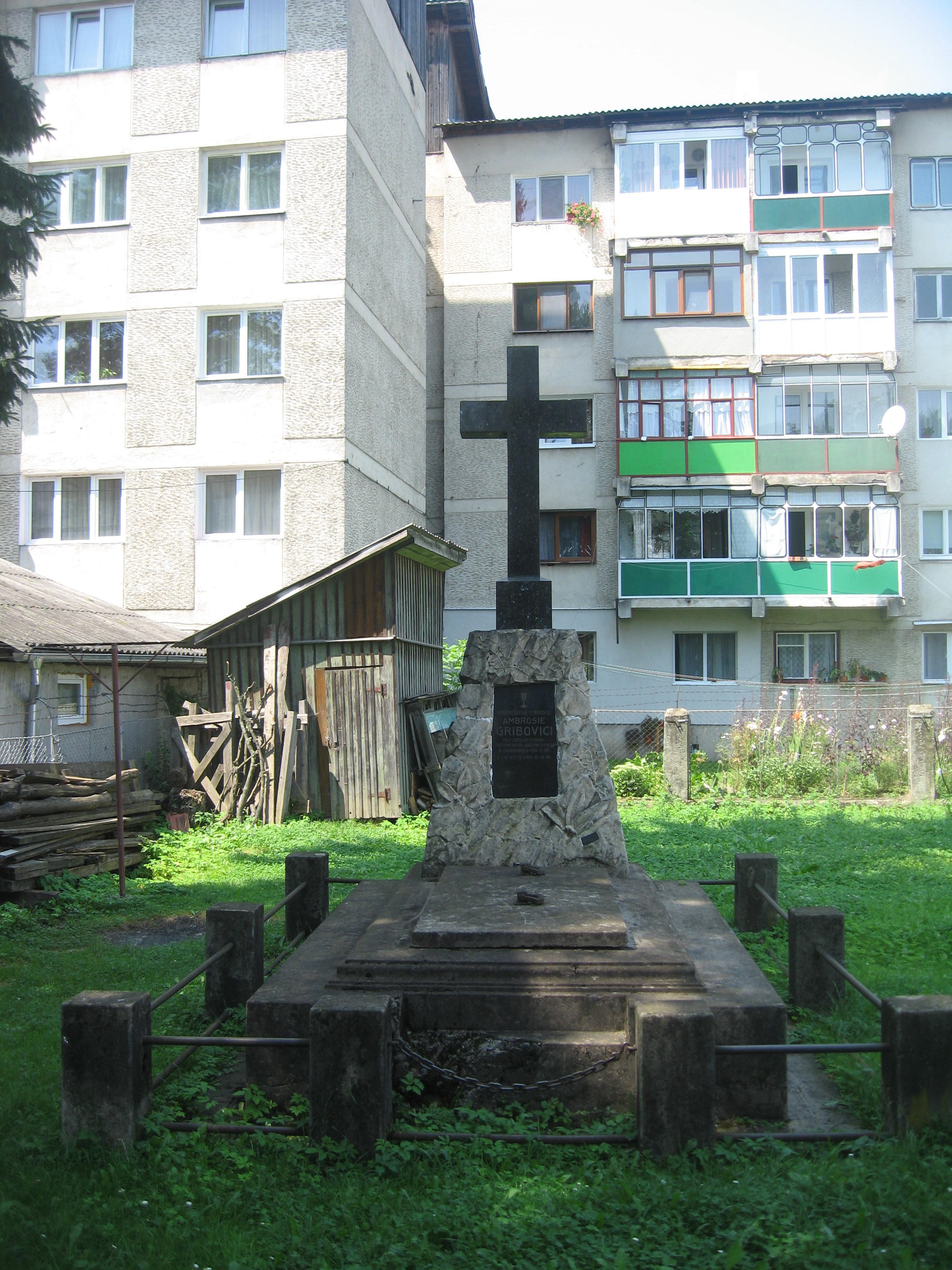
Mormântul parohului Ambrosie Gribovici aflat în curtea bisericii